# Domaradz
Domaradz è un comune rurale polacco del distretto di Brzozów, nel voivodato della Precarpazia.
Ricopre una superficie di 56,72 km² e nel 2006 contava 6 197 abitanti.